# جول اللرمي (المكلا)

تعديل مصدري - تعديل

جول اللرمي هي إحدى قرى عزلة المكلا بمديرية المكلا التابعة لمحافظة حضرموت، بلغ تعداد سكانها 120 نسمة حسب تعداد اليمن لعام 2004.